# Подон
Подо́н — ручей в Даниловском районе Южного административного округа Москвы, левый приток Москвы-реки южнее Крутицкого подворья. По степени техногенной трансформации относится к IV классу — речное русло заключено в подземный коллектор, поверхностный водоток утрачен.
Длина реки составляет один километр. Исток расположен к югу от Новоостаповской улицы. Водоток проходит вдоль Шарикоподшипниковской улицы и пересекает улицу Симоновский Вал. Устье расположено в 680 метрах южнее Новоспасского моста.
Существует несколько версий происхождения названия реки. Вероятно, оно связано с русскими словами «дно», «подонный» или диалектизмом «подонки» — то есть осадок, гуща. Также гидроним связывают с пребыванием в этой местности Сарских и Подонских архиереев. С XV века на этой территории располагалась их резиденция, епархия находилась в столице Золотой Орды.